# Xingguo (köpinghuvudort i Kina, Hubei Sheng, lat 29,83, long 115,21)
Xingguo är en köpinghuvudort i Kina. Den ligger i provinsen Hubei, i den centrala delen av landet, omkring 120 kilometer sydost om provinshuvudstaden Wuhan. Antalet invånare är 137 412. Befolkningen består av 65 843 kvinnor och 71 569 män. Barn under 15 år utgör 17,0 %, vuxna 15-64 år 76 %, och äldre över 65 år 5,0 %.
Runt Xingguo är det tätbefolkat, med 369 invånare per kvadratkilometer. Xingguo är det största samhället i trakten. I omgivningarna runt Xingguo växer i huvudsak blandskog.
Genomsnittlig årsnederbörd är 2 084 millimeter. Den regnigaste månaden är maj, med i genomsnitt 332 mm nederbörd, och den torraste är januari, med 56 mm nederbörd.